# Hoàn Di (Đông Ngô)
Hoàn Di (tiếng Trung: 桓彞; bính âm: Huan Yi; ? - 258), tự Công Trường (公長), là quan viên Đông Ngô thời Tam Quốc trong lịch sử Trung Quốc.

## Cuộc đời
Hoàn Di quê ở huyện Lâm Tương, quận Trường Sa, Kinh châu, là con trai thứ của Thượng thư Hoàn Thắng.
Năm 187, Tôn Kiên được phong làm thái thú Trường Sa, đề bạt anh em Hoàn Giai, Hoàn Di. Sau đó, Lưu Biểu làm chủ Kinh châu, Tôn Kiên chết (191) khi xâm lấn. Về sau, anh trai Hoàn Giai cùng em út Hoàn Toản quy phụ Tào Tháo, Hoàn Di lại tiếp tục phục vụ nhà họ Tôn, được khen ngợi là trung trinh có tiết (nghĩa).
Hoàn Di ban đầu đảm nhiệm quan chức ở các quận. Những năm cuối thời Tôn Quyền, Di được triệu về triều, giữ chức Thượng thư lang.
Năm 252, Tôn Lượng đăng cơ, khi ấy còn nhỏ tuổi, phong Hoàn Di làm Thượng thư.
Năm 253, Tôn Lâm giết hại Gia Cát Khác, khống chế triều chính. Đến năm 258, Tôn Lượng lúc này đã trưởng thành, bèn bàn với công chúa Tôn Lỗ Ban, thái thường Toàn Thượng, tướng quân Lưu Thừa lập mưu tiêu diệt Tôn Lâm, cướp lại quyền lực. Sự việc bại lộ, Lâm cùng đồng đảng muốn phế Lượng, lập vua mới. Cả triều đình không ai dám phản đối, chỉ có Hoàn Di trước sau không đồng ý. Tôn Lâm nổi giận, chém chết Di.

## Trong văn hóa
Trong tiểu thuyết Tam quốc diễn nghĩa của La Quán Trung, Hoàn Di xuất hiện ở hồi 113. Khi Tôn Lâm muốn phế Tôn Lượng, ra chiếu: Chúa thượng hoang dâm lắm bệnh, tối tăm không biết đạo nghĩa là gì, không thể phụng được tôn miếu, nên bỏ đi. Văn võ ai không tuân lời ta, thì ghép ngay cho tội mưu phản. Cả triều không ai dám nói gì, chỉ có Thượng thư Hoàn Di mắng Tôn Lâm rằng: Chúa thượng là chúa thông minh, mày sao dám nói càn thế. Tao thà chết, quyết không nghe lời mày! Lâm nổi giận, rút gươm chém chết Di. Bản dịch của Bùi Kỷ phiên âm tên của Hoàn Di thành Hoàn Ý.